# Ромео Бене
Ромео Бене́ (фр. Roméo Beney; нар. 19 січня 2005) — швейцарський футболіст, нападник португальського клубу «Фамалікан».

## Клубна кар'єра

### «Базель»
Вихованець команд «Івердон Спорт» і «Сьйон», а 2021 року перейшов до академії «Базеля». 6 серпня 2022 року дебютував за резервну команду в матчі Промоушн-ліги проти «Бадена». 13 серпня в поєдинку проти «Крієнса» відзначився першим м'ячем у кар'єрі.
6 грудня 2023 року дебютував в основному складі «Базеля» в матчі швейцарської Суперліги проти «Лугано», вийшовши на заміну Хуану Гауто. У цій ж грі забив свій перший гол у професіональній кар'єрі.
9 січня 2024 року підписав з клубом свій перший професіональний контракт, що розрахований до 2027 року, а також був переведений до першої команди.

#### Оренда в «Лозанна Уші»
4 січня 2025 року на правах оренди перейшов у клуб «Лозанна Уші» до кінця сезону. 24 січня дебютував за нову команду в матчі Челендж-ліги проти «Ксамакса», вийшовши на заміну Акселю Кайомбо. В цьому ж поєдинку відзначився своїм першим м'ячем за клуб, принісши перемогу (2-1). Всього за час оренди провів 17 матчів, в яких забив п'ять голів та віддав вісім результативних передач.

### «Фамалікан»
25 липня 2025 року перейшов у португальський «Фамалікан», підписавши п'ятирічний контракт. Сума трансферу становила 2,5 млн євро. 10 серпня дебютував за «Фамалікан» в матчі Прімейра-ліги проти «Санта-Клари», вийшовши на заміну Соррісо.

## Кар'єра в збірній
Виступав за збірні Швейцарії до 17, до 18, до 19 і до 20 років.
В березні 2025 року вперше отримав виклик в збірну до 21 року для участі в товариських матчах проти збірних Австрії та Англії. 21 березня в поєдинку з Австрією дебютував за молодіжну збірну Швейцарії.

## Особисте життя
Син колишнього футболіста Ніколя Бене, який виступав на позиції воротаря за низку швейцарських клубів в 2000-х роках.

## Статистика виступів
Станом на 16 серпня 2025
| Клуб              | Сезон             | Чемпіонат         | Чемпіонат | Чемпіонат | Кубок | Кубок | Кубок ліги | Кубок ліги | Єврокубки | Єврокубки | Інші  | Інші | Всього | Всього |
| Клуб              | Сезон             | Дивізіон          | Матчі     | Голи      | Матчі | Голи  | Матчі      | Голи       | Матчі     | Голи      | Матчі | Голи | Матчі  | Голи   |
| ----------------- | ----------------- | ----------------- | --------- | --------- | ----- | ----- | ---------- | ---------- | --------- | --------- | ----- | ---- | ------ | ------ |
| Базель            | 2023–24           | Суперліга         | 13        | 1         | 1     | 0     | —          | —          | —         | —         | —     | —    | 14     | 1      |
| Базель            | 2024–25           | Суперліга         | 3         | 0         | 2     | 0     | —          | —          | —         | —         | —     | —    | 5      | 0      |
| Базель            | Всього            | Всього            | 16        | 1         | 3     | 0     | 0          | 0          | 0         | 0         | 0     | 0    | 19     | 1      |
| → Лозанна Уші     | 2024–25           | Челендж-ліга      | 17        | 5         | 0     | 0     | —          | —          | —         | —         | —     | —    | 17     | 5      |
| Фамалікан         | 2025–26           | Прімейра-ліга     | 2         | 0         | 0     | 0     | 0          | 0          | —         | —         | —     | —    | 2      | 0      |
| Всього за кар'єру | Всього за кар'єру | Всього за кар'єру | 35        | 6         | 3     | 0     | 0          | 0          | 0         | 0         | 0     | 0    | 38     | 6      |

## Досягнення
«Базель»
- Чемпіон Швейцарії: 2024–25[23]
- Володар Кубка Швейцарії: 2024–25[24]